# George Ballingall

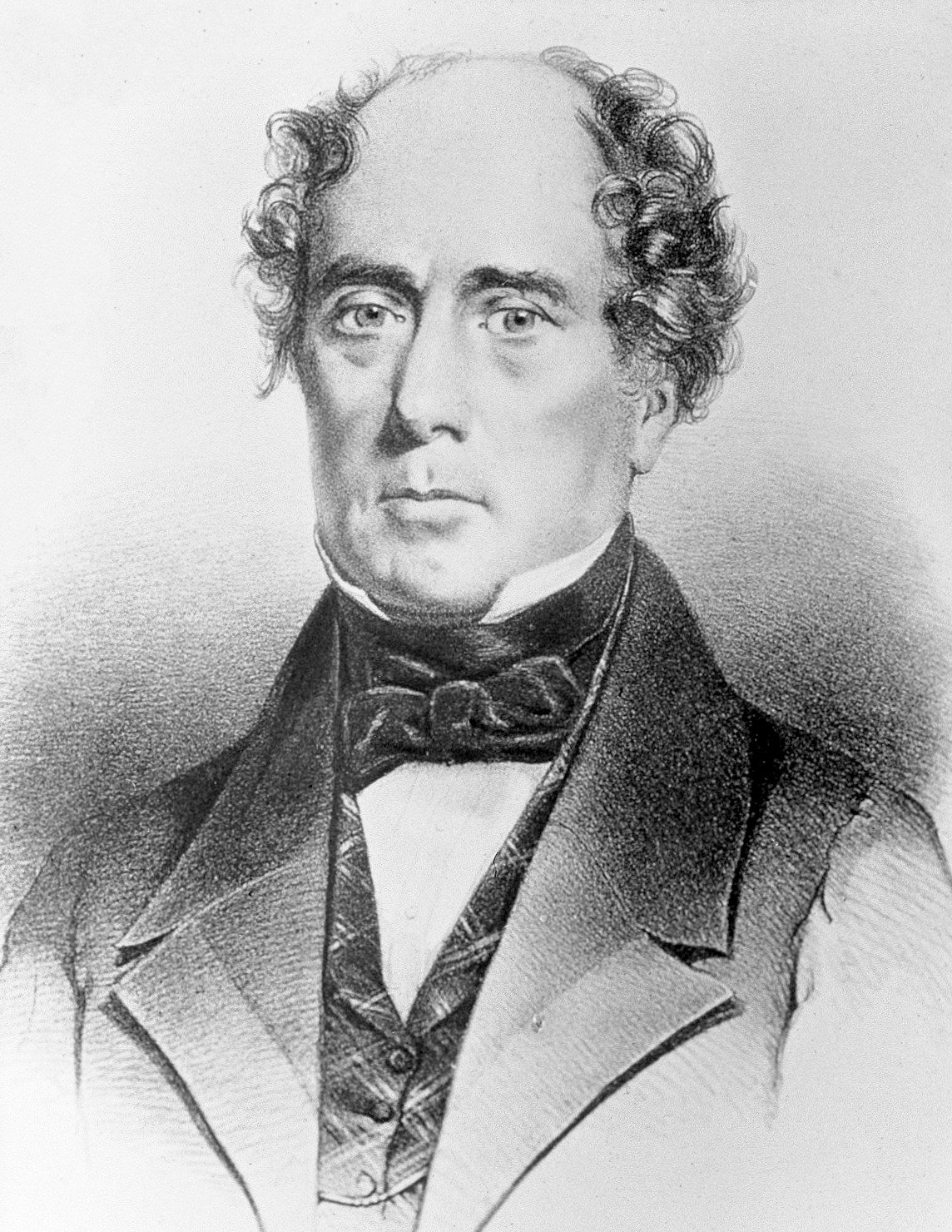
George Ballingall

George Ballingall (* 2. Mai 1780 in Forglen, Banffshire; † 4. Dezember 1855 in Blairgowrie) war ein schottischer Mediziner, Chirurg und Hochschullehrer.

## Leben
Robert Ballingall, Georges Vater, war Prieser in Forglen, Banffshire, wo der Junge geboren wurde. Er besuchte die University of St. Andrews und wechselte 1803 an die University of Edinburgh. Dort assistierte er dem Anatom John Barclay. Im Dezember 1805 wurde er durch das Royal College of Surgeons of Edinburgh als Chirurg zugelassen.
Er trat dem Militär bei und wurde 1806 dem zweiten Bataillon der Royal Scots als Assistenz-Chirurg zugewiesen. Oberst des Bataillons war der Duke of Kent, Edward Augustus, der ein lebenslanger Gönner Ballingalls wurde. Mit dieser Einheit verbrachte er mehrere Jahre in Madras. Er war in dieser Zeit am Britisch-Niederländischen Krieg um Java beteiligt. 1814 kehrte er nach Europa zurück und nahm 1815 als Chirurg an der Belagerung von Paris im 33. Infanterie-Regiment teil. Ballingall schrieb sich 1816 erneut ein und studierte Chemie und Wehrmedizin, bevor er 1819 promovierte (M.D.). Schon 1818 war er auf Halbsold und damit außer Dienst gestellt worden. Die Halbsold-Zahlungen wurden bis 1830 fortgeführt.
1822 wurde Ballingall als Nachfolger des im gleichen Jahr zurückgetretenen John Thomson zum Regius Professor of Military Surgery berufen. Edinburgh war damals die einzige Universität in den drei Königreichen, die Wehrmedizin als Studienfach anbot. Ballingall wurde kurz darauf auch Chirurg in der Royal Infirmary in Edinburgh.
1830 wurde Ballingall anlässlich der Krönung von Wilhelm IV. geadelt. Der Lehrstuhl wurde nach dem Tod Ballingalls am 4. Dezember 1855 aufgegeben.

## Wirken
Ballingall befasste sich mit den typischen Erkrankungen europäischer Truppen in Indien, untersuchte und beschrieb die idealen Konstruktionsmerkmale für Unterkünfte und Krankenhäuser in tropischen Regionen und schrieb ein Buch über Wehrmedizin, das bis ins frühe 20. Jahrhundert von Bedeutung war und fünf Auflagen erlebte. Er machte die Erstbeschreibung einer Myzetom-Erkrankung, die als „Madurafuss“ (engl. Madura foot) oder als Ballingall's Disease bekannt wurde und eine meist durch Pilze ausgelöste Hauterkrankung bezeichnet.
Als Professor für Wehrmedizin versuchte er, den Führern Großbritanniens die Wichtigkeit der Wehrmedizin als Lehrfach nahezubringen und vergleichbare Lehrstühle in Dublin und in London einzurichten. In Dublin wurde tatsächlich eine Regius Professur für Wehrmedizin eingerichtet, die aber nach dem Ableben des ersten Professors, Thomas Jolliffe Tufnell, wieder aufgegeben wurde.

## Bibliografie
- Observations on the Diseases of European Troops in India
- Observations on the Site and Construction of Hospitals
- Outlines of Military Surgery
- Cases and communications illustrative of subjects in military and naval surgery
- Introductory lecture delivered to the class of military surgery in the University of Edinburgh, May 1, 1855